# Kalgoorlie-Boulder City
Kalgoorlie-Boulder är en kommun (City) i regionen Goldfields-Esperance i Western Australia. Kommunen har en yta på 95 575 km², och en folkmängd på 31 107 enligt 2011 års folkräkning. Huvudort är Kalgoorlie. Förutom 266 personer bor hela kommunens befolkning i Kalgoorlie, eller någon av dess förorter, av vilka Boulder är den största.